# Santa Cruz de Moya
Santa Cruz de Moya è un comune spagnolo di 259 abitanti situato nella comunità autonoma di Castiglia-La Mancia.
Il comune comprende, oltre al capoluogo omonimo, le località di Las Rinconadas, La Olmeda e Las Higueruelas.